# Tepetzintla, Matlapa
Tepetzintla är en ort i Mexiko.   Den ligger i kommunen Matlapa och delstaten San Luis Potosí, i den sydöstra delen av landet, 210 km norr om huvudstaden Mexico City. Tepetzintla ligger 285 meter över havet och antalet invånare är 873.
Terrängen runt Tepetzintla är huvudsakligen kuperad, men åt sydväst är den bergig. Runt Tepetzintla är det ganska tätbefolkat, med 67 invånare per kvadratkilometer. Närmaste större samhälle är Tamazunchale, 6,0 km sydost om Tepetzintla. I omgivningarna runt Tepetzintla växer huvudsakligen savannskog.